# Louis Béguet

a Compétitions nationales et continentales officielles uniquement.

b Matchs officiels uniquement.
Louis Béguet, né le 7 décembre 1894 à Neuf-Mesnil (France) et mort le 2 mars 1983 à Nantes (France), est un militaire de carrière et un joueur international français de rugby à XV, ayant occupé les postes de pilier droit, talonneur et ailier en club et en sélection nationale.

## Biographie
Louis Béguet commence la pratique du rugby à XV au SC nazairien puis rejoint le Stade nantais UC à partir de 1909. En 1921, il signe au Racing Club de France jusqu'en 1924, date à laquelle il rejoint le Paris université club. Après une saison au PUC, il retourne au Stade nantais UC jusqu'en 1931.
Affecté au cadre mobile de l'École de Joinville en avril 1921, il est noté comme athlète complet, passionné pour tous les sports, plus spécialement chargé des branches "rugby" et "aviron". Très bon instructeur, il a obtenu dans ces deux sports d'excellents résultats. A coopéré à la rédaction du cours de pédagogie de l'école.
Il est prisonnier à l'Oflag XVII-A pendant la Seconde Guerre mondiale.
Jusqu'en 1967, Louis Béguet détint le record du nombre de points inscrits par un Français en match international : 19 face à la Roumanie le 4 mai 1924. Ce record tient jusqu'au 26 mars 1967 où Guy Camberabero le bat.
Louis Béguet, partenaire d'Alfred Eluère au SNUC, s'est engagé en 1912 au 65e RI à Nantes. Il est sous-lieutenant en 1914 et fait prisonnier en 1915. Il subit la même mésaventure en 1940. Après la guerre, il poursuit une carrière militaire qui le conduit à l'École de Joinville et au Racing CF. Ce sportif éclectique, international d'athlétisme (marteau), après avoir terminé sa carrière à Nantes, devint, comme son ancien collègue nantais, dirigeant de la Fédération française de rugby.

## Statistiques en équipe nationale
- 10 sélections en équipe de France, de 1922 à 1924[1] : Irlande 1922 ; Écosse, pays de Galles, Angleterre, Irlande 1923 ; Écosse, Angleterre, Roumanie, États-Unis, 1924.

## Palmarès
- Vice-champion olympique en 1924 avec l'équipe de France.